# Oberburg
Oberburg (toponimo tedesco) è un comune svizzero di 2 917 abitanti del Canton Berna, nella regione dell'Emmental-Alta Argovia (circondario dell'Emmental).

## Monumenti e luoghi d'interesse

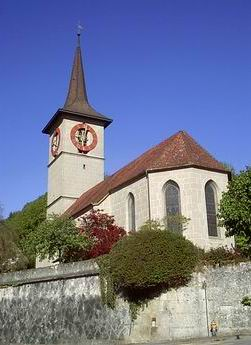
La chiesa riformata

- Chiesa riformata (già di San Giorgio), attestata dal 1242 e ricostruita nel 1497-1510[1].

## Società

### Evoluzione demografica
L'evoluzione demografica è riportata nella seguente tabella:
Abitanti censiti

## Amministrazione
Ogni famiglia originaria del luogo fa parte del cosiddetto comune patriziale e ha la responsabilità della manutenzione di ogni bene ricadente all'interno dei confini del comune.

## Infrastrutture e trasporti
Oberburg è servito dall'omonima stazione sulle ferrovie Emmentalbahn e Burgdorf-Thun.